# Семь дней после убийства
«Семь дней после убийства» — советский детектив 1991 года режиссёра Расима Оджагова.

## Сюжет
В саду дачи уважаемого генерала обнаружено тело одной из его взрослых дочерей. Подозрение в убийстве падает на водителя генерала, которого принимали в доме как члена семьи, но ведущий дело следователь находит нестыковки во вроде очевидной обвинительной схеме, и постепенно замечает, что внешне благополучная и дружная семья только кажется абсолютно счастливой, а на самом деле, живя под одной крышей, фактически распадается. Выясняется, что шофёр был любовником обеих замужних дочерей генерала. Более того, покойной девушке он поставлял наркотики. Все члены семьи пытаются сделать всё, чтобы скрыть эту неприглядную историю, и даже настоящего убийцу девушки, которым оказывается её сестра.

## В ролях
- Татьяна Лютаева — Лена, старшая генеральская дочь
- Фахраддин Манафов — Рауф Сиидов, шофёр генерала
- Алексей Блохин — Адик, муж Лены, работник внешнеторговой фирмы
- Донатас Банионис — следователь
- Юрий Яковлев — Михаил Романович, генерал
- Элина Быстрицкая — Кира Александровна, жена генерала
- Виктор Проскурин — Шурик, сосед по даче
- Ольга Буланова — Даша, младшая генеральская дочь, убитая
- Иварс Пуга — Андрис, муж Даши
- Андрей Шотин — Саша, сын Лены

## Критика
По всем признакам классический детектив. В начале фильма есть убитая женщина, в конце становится известным (но не для следователя) убийца, причём не тот, который подозревается. Фильм смотрится с интересом. И всё же в картине много искусственно созданных совпадений. Так и хочется подчас сказать: не верю. А по размышлении зрелом напрашивается и такое: чего в жизни не бывает…— журнал «Вестник», 1996